# Strandsandjägare
Strandsandjägare (Cicindela maritima) är en skalbaggsart som beskrevs av Pierre André Latreille och Pierre François Marie Auguste Dejean 1822. Strandsandjägare ingår i släktet Cicindela, och familjen jordlöpare. Enligt den finländska rödlistan är arten sårbar i Finland. Enligt den svenska rödlistan är arten sårbar i Sverige. Arten förekommer i Götaland, Svealand, Nedre Norrland och Övre Norrland. Artens livsmiljö är sandstränder vid sötvatten.